# (13240) Thouvay
(13240) Thouvay (1998 KJ1) – planetoida z pasa głównego asteroid okrążająca Słońce w ciągu 4,22 lat w średniej odległości 2,61 j.a. Odkryta 18 maja 1998 roku.